# Hermó (artista)
Hermó (en llatí Hermon, en grec antic Ἕρμων) fou un suposat artista grec, que va inventar una espècie de màscares, i a partir del seu nom foren conegudes com a Hermònies (Ἑρμώιεια), segons diu l'Etymologicum Magnum. Probablement és un personatge mític.